# Дебрецен
Дебрецен (на унгарски: Debrecen) е град в Източна Унгария, център на окръг Хайду-Бихар. Той е втори по големина в страната след столицата Будапеща и има население от 202 402 души (2019). Образува урбанизирана зона с население от 328 642 души, която е втора по големина в страната. Дебрецен е изключително чист град. В Дебрецен е разположен Дебреценският университет. Градът отстои на 30 км от румънската граница и на 230 км от столичния мегаполис Будапеща. През Дебрецен преминава важната железопътна артерия, водеща от Будапеща през Солнок, Дебрецен и Ниредхаза към украинската граница, респективно страните от бившия социалистически блок.

## История
Дебрецен възниква след основаването на Унгария през X век, но придобива по-голямо значение едва след монголското нашествие в Европа в средата на XIII век. През 1361 година крал Лайош I Велики дава на града право на самоуправление, но през следващите столетия градът е отстъпван от кралете като владение на техни васали, като моравския деспот Стефан Лазаревич през 1411 - 1426 година и рода Хуняди между 1450 и 1507 година.
През XVI век Дебрецен се превръща във важен пазарен град. Макар и без укрепления, той не е сериозно засегнат от войните между Османската империя и централноевропейските държави. По това време градът става един от главните центрове на Реформацията в Унгария и дори е наричан „Калвинисткия Рим“. През 1538 година е основан Протестантски колеж, днес Дебреценски реформиран богословски университет. През 1541 година Дебрецен е завладян от османците и става център на санджак.
През 1693 година Дебрецен отново е присъединен към Унгария, която по това време е част от владенията на австрийските Хабсбурги, преобразувани през 1804 година в Австрийска империя.
През 1849 година, по време на Унгарската революция, Лайош Кошут обявява независимостта на страната в главната калвинистка църква на Дебрецен. Непосредствено преди разгрома на революцията, в града се помещава и революционното правителство. През следващите десетилетия градът е благоустроен и бързо се развива. През 1857 година е свързан с железопътна линия до Будапеща, а през 1884 година там започва да функционира първият парен трамвай в Унгария. През 1912 година е създаден Дебреценският университет.
След Първата световна война Дебрецен става част от независима Унгария, като през 1919 година за кратко е окупиран от румънски войски. През междувоенния период в централния парк Надиердьо е построен закрит басейн и първият унгарски стадион, завършена е сградата на университета. През октомври 1944 година Дебрецен е превзет от настъпващите съветско-румънски войски по време на Дебреценската операция. Половината сгради в града са разрушени при бойните действия, а много други са тежко засегнати. След войната градът постепенно се възстановява и е трети по големина в страната след Будапеща и Мишколц до 90-те години, когато населението на Мишколц намалява.

## Управление

### Побратимени градове
- Католика, Италия
- Клайпеда, Литва
- Ловеч, България
- Люблин, Полша
- Ню Брънзуик (град), Ню Джърси, САЩ
- Орадя, Румъния
- Падерборн, Германия
- Ришон ле Цион, Израел
- Санкт Петербург, Русия
- Сетубал, Португалия
- Шумен, България
- Ювяскюля, Финландия
- ТаДорн, Република Китай (Тайван)

## Култура

### Спорт
Представителният футболен отбор на града се казва Дебреценски железничарски спортен клуб.

## Известни личности
През периода 1842-1847 в Дебрецен е живял поетът-революционер Шандор Петьофи (1823-1849).